# Brancaccio & Aisher
Brancaccio & Aisher est un groupe de musique britannique formé du duo Bruce Aisher et Luke Brancaccio.

## Discographie
- 2000 : Fracture
- 2001 : It's Gonna Be… (A Lovely Day) (#1 Hot Dance Music/Club Play, #1 UK Dance Chart)
- 2001 : Music Don't Stop
- 2003 : Everybody
- 2003 : Looks Like A Star
- 2004 : Nighta Longa